# Ur- und frühgeschichtliche Sammlung der Universität Jena
Die Ur- und Frühgeschichtliche Sammlung der Universität Jena wurde 1863 als Germanisches Museum der Universität Jena angelegt und bestand in dieser Form bis 1945. Nach dem Zweiten Weltkrieg trug sie bis 1968 die Bezeichnung Vorgeschichtliches Museum der Friedrich-Schiller-Universität Jena, Institut für prähistorische Archäologie. Die Sammlung gehört zum Bereich für Ur- und Frühgeschichte der Friedrich-Schiller-Universität Jena. Bereits seit 1859 werden in Jena – mit kurzen Unterbrechungen – Lehrveranstaltungen zur prähistorischen Archäologie angeboten. Ein eigener Lehrstuhl existiert seit 1934. Das Institut befasst sich schwerpunktmäßig mit der Bodendenkmalpflege in Thüringen.

## Bestände der Sammlung
Die Bestände der Sammlung umfassen heute ca. 45.000 Inventareinheiten aus etwa 1500 überwiegend europäischen Fundorten, davon etwa 1000 in Mitteldeutschland. Zeitlich reichen die Funde vom Paläolithikum bis in die Frühe Neuzeit. Es handelt sich überwiegend um Keramikgefäße und deren Bruchstücke sowie Werkzeuge und Waffen aus Stein und Metall. Daneben finden sich auch Artefakte aus Silber und Gold sowie aus Knochen, Elfenbein (Mammutzähne), Bernstein, Glas und Holz.
Die Funde stammen aus weiten Teilen Europas, wie z. B. aus dem Tal der Vézère in Frankreich, aus Jordansmühl in Schlesien, Hallstatt in Österreich, La Tène in der Schweiz, Montegiorgio in Italien usw. Die Sammlung ist für die Öffentlichkeit zurzeit und wohl auch in nächster Zukunft nur selten zugänglich (auf Anfrage). Teile des Bestandes werden jedoch in kleineren Ausstellungen oder als Dauerleihgaben in Regionalmuseen gezeigt, erscheinen aber auch auf nationalen und internationalen Ausstellungen im In- und Ausland. Sie dienten oft schon als Grundlage für die erstmalige Beschreibung archäologischer Kulturen oder Zeitstufen, z. B. für die Bandkeramik, die Schnurkeramik, die Dreitzscher Gruppe oder den Großromstedter Horizont.
Daneben beherbergt die Sammlung eine reiche Auswahl von Fundkomplexen mit überregionaler Bedeutung für die Forschung wie z. B. paläolithische Artefakte aus Oelknitz, die keltische Schnabelkanne von Borsch, die latènezeitliche
Maskenfibel von Ostheim vor der Rhön oder das kaiserzeitliche Prachtfibelpaar von Dienstedt.

## Geschichte des Instituts und der Sammlung

### 1859–1929 – Anfänge
Zu den Begründern der Ur- und Frühgeschichte in Jena gehört zunächst der seit 1859 an der Universität lehrende Privatdozent der Kunstgeschichte, Friedrich Klopfleisch, (1831–1898). Dieser bemühte sich verstärkt ab 1866 um die Erfassung der Bau- und Kunstdenkmäler Thüringens, konnte sich aber mit dieser Idee zunächst nicht durchsetzen. 1875 wurde Klopfleisch zum außerordentlichen Professor ernannt und beschäftigte sich ab 1894 ausschließlich mit prähistorischer Archäologie, musste aber bereits 1896 aufgrund einer schweren Krankheit als Professor und Museumsleiter zurücktreten.
Sein bekanntester Schüler ist Alfred Götze (1865–1948), der 1890 bei Klopfleisch mit einer der ersten prähistorischen Dissertationen zum Thema „Die Gefäßformen und Ornamente der neolithischen schnurverzierten Keramik im Flussgebiete der Saale“ promoviert wurde. Weitere Thüringer Archäologie-Studenten bei Klopfleisch waren Ludwig Pfeiffer (1842–1921), einer der Ausgräber der paläolithischen Fundstelle Weimar-Ehringsdorf, der langjährige Kustos des Weimarer Museums für Urgeschichte, Armin Möller (1865–1938), oder Sanitätsrat Gustav Eichhorn (1862–1929).

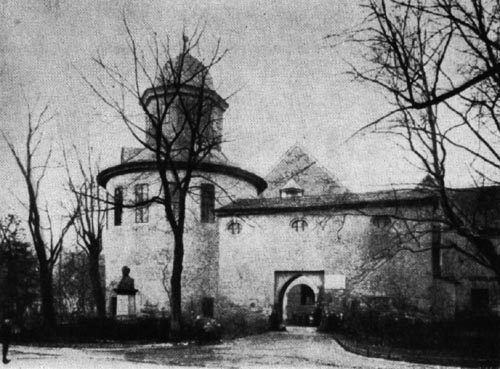
Das Germanische Museum im Rundturm des Jenaer Schlosses (1863–1904)

1863 schenkte Klopfleisch der Universität seine Sammlung vorgeschichtlicher, volkskundlicher und kunstgeschichtlicher Objekte und wurde Leiter des „Germanischen Museums zu Jena“. zunächst war das Museum im Rundturm des Schlossgebäudes untergebracht, der zugleich die Nordostecke der Stadtbefestigung bildete. Den Bestand des Museums vermehrte Klopfleisch durch den Erwerb großer Sammlungen wie der in der Großherzoglichen Bibliothek Weimar verwahrten „Praehistorica“, darunter v. a. Stücke aus dem Besitz von Johann Wolfgang von Goethe. Die meisten Funde stammen jedoch aus Klopfleischs eigenen Ausgrabungen. In den etwa dreißig Jahren seiner Tätigkeit in Jena hat er an etwa 80 Fundorten und wesentlich mehr Fundstellen über 150 Grabungen durchgeführt. Mit Schwerpunkt auf Jena und Weimar erstreckten sie sich auf das gesamte heutige Thüringen und die Nachbarländer. Zu den bekanntesten gehören die Untersuchungen auf dem Jenzig bei Jena (ab 1856), der paläolithischen Fundstelle Taubach bei Weimar (ab 1870) und auf dem Grabhügel von Leubingen der Aunjetitzer Kultur (1877).

Titelblatt der Dissertation von Hildegard Knack (1928)

Nach Klopfleischs Tod brach die Lehre im Fach Ur- und Frühgeschichte zunächst ab. Die Sammlung wurde ab 1900 ehrenamtlich durch seinen Schüler Gustav Eichhorn betreut, der ab 1902 als Konservator angestellt war. Bald nach dem Beginn seiner Tätigkeiten für das Museum errichtete Gustav Eichhorn das Archiv für vor- und frühgeschichtliche Fundnachrichten und begründete damit eine zentrale Bodendenkmalpflege im politisch stark zersplitterten Thüringen. Seit 1904 bestanden Pläne, mit Hilfe „einer Art Archiv“ „die Universität Jena zum Mittelpunkt der prähistorischen Forschung in Thüringen“ zu machen.

Titelblatt der Ortsakte zu den Funden aus der Borscher Aue

1904 konnte die Sammlung mehrere Räume im ehemaligen Collegium Jenense beziehen, da das alte Schloss für den Neubau des Universitätshauptgebäudes abgebrochen wurde. Hier stellte Eichhorn die Sammlung neu auf, inventarisierte sie und tauschte die historischen Objekte gegen die prähistorischen Funde aus dem Stadtmuseum. Zu den Beständen des Germanischen Museums kamen nun auch Privatsammlungen z. B. von Otto Schott (hallstattzeitliche Funde aus dem Picenum), Otto Hauser (paläolithische Artefakte aus Frankreich) und Arno Schröder (Funde vor allem aus der Umgebung von Jena, darüber hinaus aber aus ganz Mitteleuropa).
1918 übernahm Einhorn als Vorstand die Verwaltung des „Prähistorischen (ehem. sog. german.) Museums“ und durfte gleichzeitig auf Antrag der philosophischen Fakultät Vorlesungen über Vor- und Frühgeschichte halten. Für seinen Einsatz wurde er 1927 zum ordentlichen Honorarprofessor ernannt. Seit 1928 schwer erkrankt, starb Eichhorn am 15. Oktober 1929 in Jena.
1926 begründete die Philosophische Fakultät das Promotionsrecht im Haupt- und Nebenfach Ur- und Frühgeschichte. Zu den Studenten der Prähistorie in der kurzen Zeit von Eichhorns Lehrtätigkeit gehören Herbert Jankuhn (1905–1990) und Gotthard Neumann (1902–1972). Eichhorn konnte jedoch nur Hildegard Knack 1928 mit einer Dissertation über „Die Latènekultur in Thüringen“ promovieren. Knack, die ab Ostern 1924 Prähistorie im Hauptfach studierte, war nach Rowena Morse die zweite Frau, die an der Universität Jena promoviert wurde.
Von besonderer Bedeutung sind die Ausgrabungen im elbgermanischen Gräberfeld von Großromstedt, die zusammen mit Philipp Kropp zwischen 1907 und 1913 sowie 1926 und 1928 erfolgten, und dessen Material von Eichhorn bereits 1927 monografisch vorgelegt wurde. Des Weiteren führte Eichhorn mehrere Rettungsgrabungen um Jena durch und widmete sich besonders der Aufarbeitung und Vorlage der Grabungen Klopfleischs.

### 1930–1945 – Aufschwung im Nationalsozialismus
Wenige Wochen nach dem Tode Gustav Eichhorns versuchte der nationalsozialistische Volksbildungsminister Wilhelm Frick, den kurzzeitig stellvertretenden Verwalter Wilfried von Seidlitz (1880–1945) zu ersetzen und dem Rassekundler Hans F. K. Günther eine ordentliche Professur für Vorgeschichte an der Universität Jena zu verschaffen. Dies scheiterte am Widerstand der angefragten Prähistoriker, des Rektors und Senats.
1930 wurde die Leitung des Germanischen Museums dem ehemaligen Studenten Eichhorns Gotthard Neumann (1902–1972) übertragen. Ab dem Wintersemester 1930/31 bot Neumann als Volontärassistent des Historischen Seminars wieder Lehrveranstaltungen an. Im Zeichen des Bedeutungsaufschwungs der Ur- und Frühgeschichte in der Zeit des Nationalsozialismus wurden 1934 im Deutschen Reich sieben Lehrstühle für dieses Fach, davon vier ordentliche, gegründet. Neumann wurde in diesem Jahr von Reichsstatthalter Fritz Sauckel ohne vorherige Habilitation zum beamteten außerordentlichen Professor für Vorgeschichte ernannt. 1936 bezog das Germanische Museum das Haus der aufgelösten Studentenverbindung Sängerschaft zu St. Pauli Jena im Forstweg 24, worauf die Schausammlung in zehn Räumen öffentlich zugänglich wurde. Durch den Erwerb mehrerer Privatsammlungen war der Bestand schon zuvor schnell angewachsen.
Das Institut wurde zu einer Landesanstalt für Vorgeschichte ausgebaut und Neumann beaufsichtigte die Bodendenkmalpflege in weiten Teilen des heutigen Thüringens. Beispiele für größere archäologische Forschungs- und Rettungsgrabungen, an denen neben Studenten der Ur- und Frühgeschichte auch Angehörige des Reichsarbeitsdienstes teilnahmen, sind: 1932 jungpaläolithische Freilandsiedlung in Oelknitz, heute Ortsteil der Gemeinde Rothenstein, 1933 und 1936 spätbronzezeitliche Brandgräber und frühmittelalterliches Reihengräberfeld in Zöllnitz, 1933 mittelalterliche Wasserburg Kapellendorf, 1934 mittelalterlicher Turmhügel in Jenalöbnitz; 1934 bis 1938 mittelalterliche Reichsburg Kyffhausen, 1935 mittelalterliche Burg Camburg, 1935–1936 und 1941–1942 jeweils sechs schnurkeramische Grabhügel bei Lucka-Breitenhain und ein jungneolithischer Grabhügel bei Stobra, 1936 Urnengräberfeld der frühen Eisenzeit und frühmittelalterliches Reihengräberfeld bei Dreitzsch, 1940 bronzezeitliche Grabhügel bei Völkershausen-Willmanns und andere mehr.
Mit dem Beginn des Zweiten Weltkriegs wurden bis Januar 1941 nacheinander alle männlichen Mitarbeiter und deren Vertreter zur Wehrmacht eingezogen, wodurch die Tätigkeit des Instituts weitgehend zum Erliegen kam. Die Verwaltung des Museums übernahm der Jenaer Professor für Anthropologie und Ethnologie Bernhard Struck (1888–1971) und den Außen- und Innendienst als Assistentin Gudrun Loewe (1914–1994). Die ur- und frühgeschichtlichen Vorlesungen und Übungen an der Universität vertrat von 1941 bis 1944 Leonhard Franz (Universität Leipzig/Universität Innsbruck, 1895–1974). Ab 1943 wurden 60 Zwangsarbeiterinnen der Firma Carl Zeiss Jena im Institutsgebäude untergebracht, im Jahr darauf zog hier die Volksbücherei für Thüringen ein. Die nur zum Teil ausgelagerte Sammlung erlitt in dieser Zeit großen Schaden. Noch kurz vor Kriegsende wurde Neumann mit Wirkung zum 1. Februar 1945 zum ordentlichen Professor ernannt, ohne diese Position jedoch wahrnehmen zu können.

### 1945–1991 – Kontinuität in der DDR
Nach seiner Rückkehr aus amerikanischer Kriegsgefangenschaft begann Neumann im Juni 1945 mit der Reorganisation des Instituts und dem Wiederaufbau des Museums, das in Vorgeschichtliches Museum der Friedrich-Schiller-Universität Jena, Institut für prähistorische Archäologie umbenannt wurde. Nach seiner Entlassung durch die Sowjetische Militäradministration im Dezember 1945 führte vertretungsweise Gerhard Mildenberger die Geschäfte von Leipzig aus. Die Lehrtätigkeit ruhte bis zum Oktober 1947, als Günter Behm (ab 1953 Behm-Blancke; 1912–1994) zum kommissarischen Direktor des Museums bestellt und ihm gleichzeitig ein Lehrauftrag für Ur- und Frühgeschichte erteilt wurde. 1949 wurde er zum Dozenten für Vorgeschichte, 1951 bzw. 1953 zum Professor mit Lehrauftrag und 1961 zum Professor mit vollem Lehrauftrag für Ur- und Frühgeschichte (entspricht außerordentlicher Professor) ernannt. Ab 1947 war auch Neumann wieder am Museum beschäftigt und wurde 1953 erneut zum Professor mit vollem Lehrauftrag für Ur- und Frühgeschichte und gleichzeitig zum Institutsdirektor ernannt. 1956 wurde er zum Professor mit Lehrstuhl (entspricht ordentlicher Professor) befördert und 1967 emeritiert. Assistenten bzw. Dozenten waren Waldtraut Schrickel von 1947 bis 1958, ab 1959 nach ihrem Wegzug in die Bundesrepublik Karl Peschel.
Die im August 1949 wiedereröffnete Schausammlung des Jenaer Instituts wurde Studiensammlung für Studenten und Fachleute, während das Museum in Weimar ab 1953 zum staatlichen Museum für Ur- und Frühgeschichte Thüringens und Zentrum der Bodendenkmalpflege ausgebaut wurde. 1958 konnte Neumann eine Neuaufstellung der Sammlung vornehmen und ließ dazu mehrere Privatsammlungen ankaufen. Thüringische Themen bildeten weiterhin den Schwerpunkt, mit neuen Untersuchungen zur vorrömischen Eisenzeit sowie zur Steinsburg bei Römhild, die Neumann 1949 nach dem Tod Alfred Götzes übernahm. Bei Rettungs- und Forschungsgrabungen im weiteren Umfeld von Jena widmete sich Schrickel besonders dem Neolithikum und Neumann der vorrömischen Eisenzeit und dem Mittelalter, unter anderem der Wüstung Gumprechtsdorf im ehemaligen Staatsforst Klosterlausnitz (1952–1953), der Entstehung der mittelalterlichen Städte Jena und Lobeda (1953–1956), dem bronzezeitlichen und frühmittelalterlichen Burgwall auf dem Johannisberg bei Jena-Lobeda (1957, 1959) und der Burg bzw. dem Peterskloster in Saalfeld (1964).

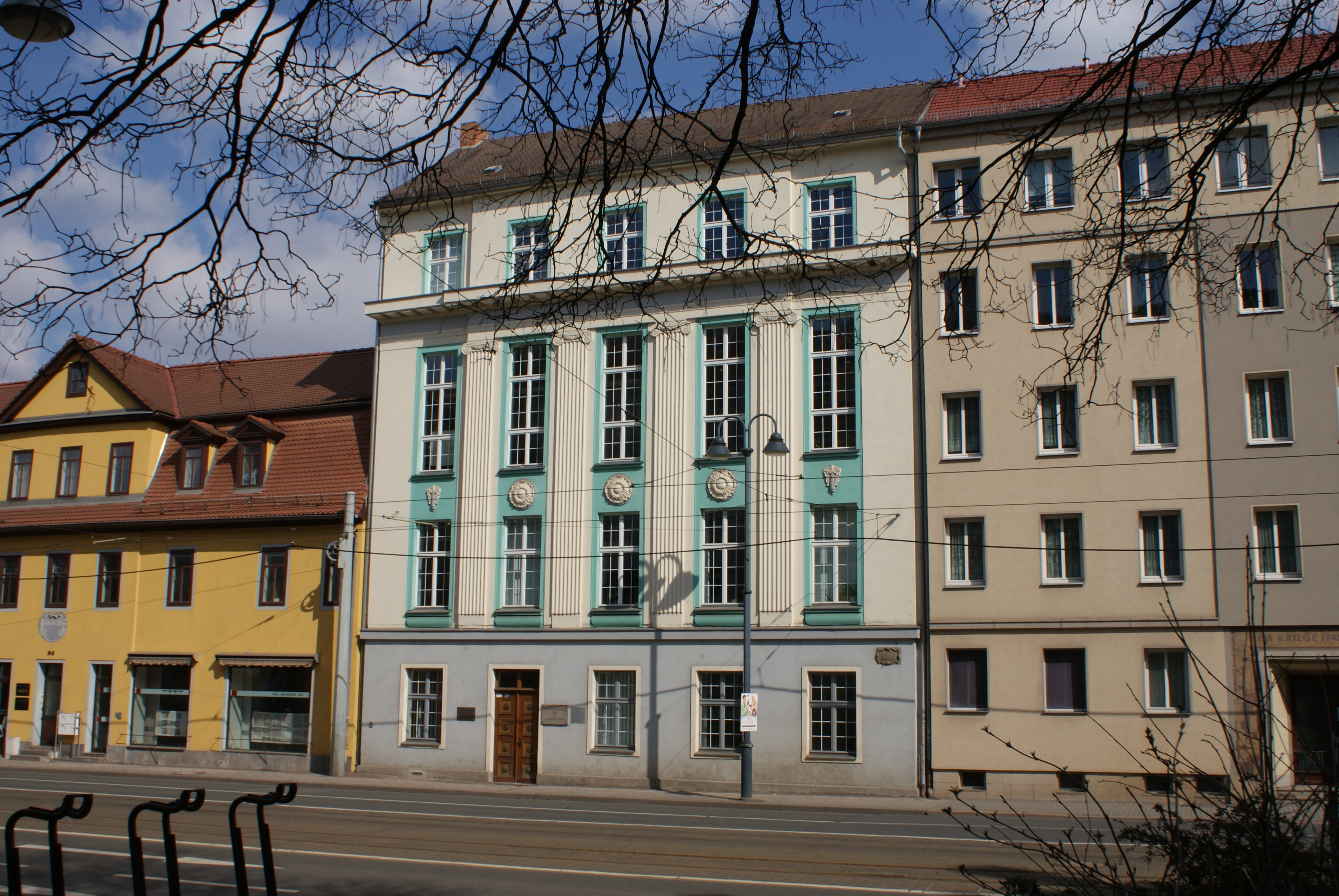
Der Bereich für Ur- und Frühgeschichte der FSU Jena mit der Sammlung seit 1968.

1968 wurde Günter Behm-Blancke erneut zum Institutsdirektor bestimmt. Im Zuge der Dritten Hochschulreform der DDR 1968 sollte das Institut mit dem Landesmuseum für Ur- und Frühgeschichte Thüringens in Weimar zusammengeführt werden. Daraufhin wurden die Sammlungsbestände in Räume in der Wasserburg Kapellendorf und eine Weimarer Schule ausgelagert. Das Universitätsinstitut behielt jedoch seine Eigenständigkeit und bestand als Wissenschaftsbereich Ur- und Frühgeschichte innerhalb der neu gegründeten Sektion (Philosophie und) Geschichte an der Gesellschaftswissenschaftlichen Fakultät der Friedrich-Schiller-Universität fort. 1973 fand die Einrichtung auf dem Ernst-Thälmann-Ring 24a (heute wieder Löbdergraben 24a) ein neues Domizil, und die Bestände konnten zurückgeführt werden.
Behm-Blancke war bis zu seiner Emeritierung 1977 Professor mit Lehrstuhl (ordentlicher Professor) und Leiter des Wissenschaftsbereichs Ur- und Frühgeschichte der Sektion Geschichte. 1977 wurde Karl Peschel zum Leiter des Bereichs für Ur- und Frühgeschichte ernannt und 1979 zum Hochschuldozenten berufen. Entsprechend den Vorgaben der Dritten Hochschulreform wurde 1968 in Jena wie auch in Leipzig und Greifswald die Ausbildung zum Fachwissenschaftler eingestellt. Die Lehre konnte zwar fortgesetzt werden, war aber nun auf die Ausbildung von Geschichtslehrern ausgerichtet.
Schwerpunkt der Forschungstätigkeit war die vorrömische Eisenzeit im Mittelgebirgsraum unter besonderer Berücksichtigung der Problematik von Kelten und Germanen. Dabei sind zum einen die Neubearbeitung des elbgermanischen Gräberfeldes Großromstedt und zum anderen Untersuchungen zur keltischen Besiedlung Südwestthüringens in der Hallstattzeit und der Latènezeit, insbesondere zu den Gleichbergen bei Römhild, durch Karl Peschel hervorzuheben. Die eingeschränkten personellen, technischen und finanziellen Möglichkeiten erlaubten bis 1989 nur kleinere Grabungen und Notbergungen. Dem Bereich oblag allerdings weiterhin die Bodendenkmalpflege im Stadtgebiet und im Kreis Jena.
Nach der politischen Wende und der Wiedervereinigung Deutschlands wurden im Oktober 1990 alle Mitarbeiter der Einrichtung aufgrund der Zugehörigkeit zur Sektion Geschichte abgewickelt, d. h. entlassen und nach Prüfung neu eingestellt.

### Seit 1991 – Nach der politischen Wende
Bereits 1991 konnte Peschel die Ur- und Frühgeschichte wieder als Hauptfach übernehmen. Er wurde 1993 auf eine Professur berufen und 1999 emeritiert. Die 1974 von Dietrich Mania (* 1938) gegründete Forschungsstelle Bilzingsleben wurde 1993 infolge des Übergangs des Kreises Artern zum Freistaat Thüringen aus der Verantwortung des Landesmuseums für Vorgeschichte in Halle herausgelöst und der Friedrich-Schiller-Universität angegliedert. Zunächst als wissenschaftlicher Mitarbeiter mit Lehrauftrag in Jena tätig, wurde Dietrich Mania 1995 apl. Professor für Urgeschichte, Quartärgeologie und -paläontologie und 2000 emeritiert.
Im Jahr 2000 wurde Peter Ettel auf eine Professur und zum Leiter des Bereichs Ur- und Frühgeschichte berufen. Die Grabungstätigkeit konnte im Rahmen von Forschungs-, Lehr- und Rettungsgrabungen wie beispielsweise auf dem Brandgräberfeld von Mühlen Eichsen intensiviert werden. Dabei wurde mit der Untersuchung der Zentralsiedlung in Karlburg bei Karlstadt 2002/03 die Jenaer Tradition der Mittelalterarchäologie wieder aufgenommen. Seit 2004 ist der Bereich an einem DFG-Projekt zur Erforschung der Himmelsscheibe von Nebra und ihres Umfeldes beteiligt. 2003 wurde Clemens Pasda zum Professor für Urgeschichte berufen und übernahm die Weiterführung des Forschungsprojektes Bilzingsleben.